# قائمة أفلام 2011

## أعلى إيرادات الأفلام
أعلى إيرادات عشرة أفلام صدرت في 2011.
| ترتيب | عنوان                                    | استديو                                          | الإيرادات      |
| ----- | ---------------------------------------- | ----------------------------------------------- | -------------- |
| 1.    | هاري بوتر ومقدسات الموت – الجزء 2 (فيلم) | وارنر برذرز                                     | $1,341,511,219 |
| 2.    | المتحولون: الجانب المظلم للقمر           | باراماونت بيكتشرز                               | $1,123,794,079 |
| 3.    | قراصنة الكاريبي: في بحار غريبة           | أفلام والت ديزني                                | $1,045,713,802 |
| 4.    | ملحمة الشفق: بزوغ الفجر (فيلم)           | سمت إنترتاينمنت                                 | $712,171,856   |
| 5.    | المهمة المستحيلة: بروتوكول الشبح (فيلم)  | Paramount Pictures                              | $694,713,380   |
| 6.    | كونغ فو باندا 2                          | Paramount Pictures / دريم ووركس أنيميشن         | $665,692,281   |
| 7.    | السرعة الخامسة (فيلم)                    | يونيفرسل ستوديوز                                | $626,137,675   |
| 8.    | صداع الكحول الجزء الثاني                 | Warner Bros.                                    | $586,764,305   |
| 9.    | السنافر (فلم)                            | كولومبيا بيكتشرز / سوني بيكتشرز للرسوم المتحركة | $563,749,323   |
| 10.   | سيارات 2 (فيلم)                          | Disney / پيكسار                                 | $559,852,396   |

## قائمة الأفلام
- 11 نوفمبر
- 15 مارس (فيلم)
- 18 يوم (فيلم)
- 1911 (فيلم)
- 365 يوم سعادة
- 5 أيام من الحرب (فيلم)
- 50/50 (فيلم)
- أحد سكان المدينة (فيلم)
- أسماء (فيلم)
- أسوء المديرين
- أصدقاء مع الأطفال (فيلم)
- أصدقاء مع امتيازات (فيلم)
- أطفال جواسيس: كل الوقت في العالم
- أمن دولت
- أنا بضيع يا وديع (فيلم)
- أنا رقم أربعة (فيلم)
- أنونيموس (فيلم)
- أياد خشنة (فيلم)
- إجازة زوجية (فيلم)
- إذاعة حب
- إكس لارج (فيلم)
- رانجو (فيلم 2011)
- إي.يو.سي
- اسبوعي مع مارلين
- استعداد (فيلم هندي)
- اسمي ميدان التحرير (فيلم)
- اشترينا حديقة حيوان
- الأحفاد (فيلم)
- الاشبينات
- البحر من أمامكم (فيلم)
- التغير لأعلى
- الجلد الذي أعيش فيه (فيلم)
- الحجرة (فلم)
- الخروج من القاهرة (فيلم)
- الخطوات السعيدة 2
- الدبور الأخضر (فيلم)
- الدمى المتحركة (فيلم)
- الرمادي (فيلم)
- السرعة الخامسة (فيلم)
- السنافر (فلم)
- السيد لزهر
- الشوق (فيلم)
- الفاجومي (فيلم)
- الفانوس الأخضر (فيلم)
- الفتاة ذات وشم التنين (فيلم 2011)
- الفرسان الثلاثة (فيلم 2011)
- الفنان (فيلم)
- الفيل في المنديل (فيلم)
- القوات الخاصة (فيلم)
- المتحولون: الجانب المظلم للقمر
- المحقق كونان: 15 دقيقة من الصمت
- المخلدون (فيلم)
- المرأة الحديدية (فيلم أجنبي)
- المرأة الحديدية (فيلم)
- المركب (فيلم)
- المسافر (فيلم)
- المنبوذون (فيلم)
- المهمة المستحيلة: بروتوكول الشبح (فيلم)
- الموسم (فيلم هندي)
- الميناء (فيلم)
- النسر (فيلم 2011)
- الوجهة النهائية 5 (فيلم)
- انفصال نادر وسمين (فيلم)
- ايديس أوف مارس
- بطاريق السيد بوبر (فيلم)
- بغيض
- بلا حدود (فيلم)
- بودي جارد (فيلم هندي)
- بيبو وبشير (فيلم)
- بيروت بالليل (فيلم)
- تحرير 2011: الطيب والشرس والسياسي (فيلم)
- تعليمات (فيلم)
- تك تك بوم (فيلم)
- تيكن: ثأر الدم
- ثور (فيلم)
- جاك وجيل (فيلم)
- جست جو وذ إت (فيلم)
- جليس الأطفال (فيلم)
- جوني إنجلش ريبورن (فيلم)
- جيه إدغار
- حارس الحديقة
- حدث ذات مرة في الأناضول (فيلم)
- حرب العصابات (فيلم)
- حصان حرب (فيلم)
- حكاية دولفين (فيلم)
- حواء السنة الجديدة (فيلم 2011)
- خمس كاميرات محطمة
- دائما براندو (فيلم)
- داي أوف ذا فالكون (فيلم)
- دون شروط
- ذا ريد: ريدمبشن
- ذا ميكانيك (فيلم 2011)
- ذات الرداء الأحمر (فيلم)
- ذي ريتي
- رجال-إكس: الدرجة الأولى
- ريو (فيلم)
- زجاجة في بحر غزة
- زهور الحرب
- ساكر بنش
- سامي أكسيد الكربون (فيلم)
- سرقة برج
- سفاري (فيلم)
- سكريم 4 (فيلم)
- سمك فوق سطح البحر (فيلم)
- سمكري خياط جندي جاسوس (فيلم)
- سوبر 8 (فيلم)
- سوداوية (فيلم 2011)
- سيارات 2 (فيلم)
- سيما علي بابا (فيلم)
- سينغهام (فيلم هندي)
- شاربي في مغامرة رائعة (فيلم)
- شارع الهرم (فيلم)
- شجرة الحياة (فيلم)
- شخص ريفي أخرق (فيلم)
- شرلوك هولمز: لعبة ظلال
- شيفرة مصدرية (فيلم)
- صاخب لأقصى حد وقريب قرب لا يصدق (فيلم)
- صحوة كوكب القردة
- صداع الكحول الجزء الثاني
- صرخة نملة (فيلم)
- صياد يوم السبت
- صيد السلمون في اليمن (فيلم)
- صيد. 44
- عار (فيلم 2011)
- عاشقة من الريف (فيلم)
- عالم العجائب الرائع (فيلم)
- عدوى (فيلم)
- عروس أخي (فيلم)
- عمر قتلني (فيلم)
- عين النساء (فيلم)
- غير معروف (فيلم)
- فاصل ونعود (فيلم)
- فتاة الكاراتيه (فيلم 2011)
- فوكك مني (فيلم)
- فولاذ حقيقي
- في أرض الدم والعسل (فيلم)
- في الليل يرقصن (فيلم)
- في الوقت المحدد (فيلم)
- فيلم ناروتو شيبودن: سجن الدم
- قائمة الأفلام المصرية سنة 2011
- قداش أتحبني (فيلم)
- قراصنة الكاريبي: في بحار غريبة
- قطط ترتدي أحذية
- قيادة (فيلم)
- كابتن أمريكا: المنتقم الأول
- كرة المال (فيلم)
- كف القمر (فيلم)
- كونغ فو باندا 2
- لاري كراون
- ليلة الرعب
- ليلة الموتى الأحياء (فيلم)
- ماء للفيلة (فيلم)
- ماجهسي فراندشيب كاروجي
- متخفية للغاية (فيلم)
- مجنون، غبي، حب
- مجيدوه (فيلم)
- محارب (فيلم 2011)
- محامي اللينكولن (فيلم)
- محرك غاضبون (فيلم)
- معركة لوس أنجلوس (فيلم)
- معلمة سيئة
- مغامرات تان تان (فيلم)
- ملحمة الشفق: بزوغ الفجر (فيلم)
- من أعلى تلة الخشخاش
- منتصف الليل في باريس
- منزل الأحلام
- موت للبيع (فيلم)
- مونت كارلو (فيلم)
- مونوبولي (فيلم)
- ناروتو الفيلم : سجن الدم (فيلم)
- نخبة قتلة (فيلم)
- نشاط خارق 3 (فيلم)
- هاري بوتر ومقدسات الموت – الجزء 2 (فيلم)
- هالو كايرو (فيلم)
- هوب (فيلم)
- هيوغو (فيلم)
- واحد صحيح (فيلم)
- وادي الذئاب فلسطين (فيلم)
- ون بيس: مطاردة قبعة القش
- وهلأ لوين؟ (فيلم)
- ويني الدبدوب (فيلم)
- يا انا يا هوه (فيلم)
- يوم واحد (فيلم 2011)
- يوميات روم
- يوميات طفل جبان: قواعد رودريك (فيلم)